# XVideos
XVideos (estilizado como XVIDEOS) es una página web de alojamiento de vídeos pornográficos. XVideos fue fundada en París en 2007. El sitio web fue comprado por la empresa checa WGCZ Holding en 2018. En agosto de 2021, era el sitio web de pornografía más visitado y el séptimo sitio web más visitado del mundo.
Actualmente es la página de almacenamiento pornográfico más popular según cifras de Alexa, página especializada en determinar la cantidad de visitas a sitios web. Brasil y los Estados Unidos son los países del continente americano que más accedieron al sitio en el 2011.
Xvideos es propiedad de WGCZ Holding, una empresa de entretenimiento para adultos con sede en Praga, República Checa quienes administran la red de Bang Bros y actualmente son los dueños de la revista Penthouse.

## Descripción
XVideos es una página web de alojamiento de videos pornográficos gratuito fundada en París en 2007 por el francés Stéphane Michaël Pacaud, e inicialmente contó con sede en San Diego, Estados Unidos. Actualmente es el sitio pornográfico más popular en el mundo, superando en el 2010 a Pornhub que era el más popular hasta noviembre de ese mismo año. En enero del 2012 superó a Livejasmin, un sitio web de videochat pornográfico.
Es también uno de los sitios web más visitados en el mundo, obteniendo alrededor de más de 350 millones de visitas mensualmente. Cerca de 29 petabytes (aproximadamente 29 millones de GB) de información son transferidos mensualmente.
El 3 de febrero de 2012, la página especial para subir videos fue temporalmente deshabilitada mientras se realizaba una estricta revisión completa del sitio en busca de contenido que incluyese menores de edad, mostrando el siguiente anuncio:

February 3, 2012: Today we are closing the upload page, until further notice. We are heavily redesigning our content management process. There will be a human review of 100% of the past and future videos. We will systematically require additional information when the persons in the videos look young, or delete these videos before anyone can see them.
Please note: we are strongly against hosting videos featuring minors. We have been forwarding every probable underage video information, along with uploader details, to agencies such as FBI. Do not upload underage content, we don't want it. It will get you in trouble and it hurts us too. More details will be published soon.
3 de febrero de 2012: Hoy cerraremos la página de subida, hasta nuevo aviso. Estamos rediseñando en gran medida nuestro proceso de gestión de contenido. Habrá una revisión humana del 100% de los videos pasados y futuros. Requeriremos sistemáticamente información adicional cuando las personas en los videos parezcan jóvenes, o borremos estos videos antes de que alguien pueda verlos. Tenga en cuenta: estamos firmemente en contra de alojar videos con menores de edad. Hemos estado enviando toda la información probable del video para menores de edad, junto con los detalles de la herramienta de subida, a agencias como el FBI. No cargue contenido para menores de edad, no lo queremos. Te meterá en problemas y nos lastima a nosotros también. Más detalles serán publicados pronto.
XVideos.com.

Posteriormente, la página especial para subir videos fue habilitada nuevamente el 13 de febrero de 2012, con una advertencia que indica que los videos subidos serán revisados por personas y los videos que posean menores de edad serán borrados y reportados a las autoridades.[cita requerida]

## Características
XVideos funciona como red social similar a YouTube,  tanto empresas de la industria como usuarios comparten y comentan videos, que van desde profesionales hasta aficionados. XVideos declara que se cargan entre 1200 y 2000 videos diariamente, siendo únicamente los usuarios registrados los que pueden cargar videos. Los usuarios invitados no poseen ninguna restricción respecto a visualizar videos, pero no pueden subir videos. 
Los videos cargados no tienen límite de peso alguno, pudiendo subir videos con horas de duración y con alta definición. Los usuarios registrados podrán guardar videos para visualizarlos posteriormente mediante el enlace "Añadir a mis favoritos", que los guardará en cualquier lista de reproducción propia del usuario, sin límite de cantidad de videos guardados. Pese a la constante revisión de los videos, muchos de ellos son eliminados por infringir las leyes de la página o siendo reportadas como violación de derechos de autor.
En 2012 XVideos se había convertido en el sitio pornográfico más grande del mundo con más de 100 mil millones de visitas al mes.  y para esa fecha el empresario alemán Fabian Thylmann, propietario de MindGeek, intentó comprar a XVideos con el fin de crear un monopolio de sitios web pornográficos. El propietario de XVideos rechazó una oferta reportada en más de 120 millones de dólares."
En diciembre de 2015 el sitio web cambió de imagen, además agrega el formato de videos 16:9. Se ha sugerido también que el sitio se vea libre de imágenes con enfermos de VIH, debido a políticas de la ONU y OMS, la violación de esto podría derivar en una condena de 3 a 10 años de cárcel de acuerdo a la gravedad de la falta. Del mismo modo la página está obligada a quitar videos de actores y actrices fallecidas entre 2012 y 2015.
En el primer trimestre de 2016 XVideos cambia a un nuevo reproductor de vídeo con tecnología HLS, este protocolo carga los vídeos en pequeñas secciones, en lugar de un archivo completo, lo que permite mayor rapidez en la descarga.
A principios de enero de 2017 Xvideos incorpora tecnología SSL, lo que significa conexiones más seguras en el internet ("https" no "http"). XVIDEOS es el primer sitio de libre acceso en implementar dicha tecnología.

## Servicios

### XVideos Red
Xvideos incorporó el servicio premium llamado Xvideos , el cual con un pago mensual elimina los anuncios, descarga vídeos en HD, además por cada membresía los usuarios pagan directamente a los productores que visitan por contenido exclusivo a los que XVideos les cobra por comisión.[cita requerida]

### XVideos App
En el segundo semestre de 2018 XVideos incorporó la aplicación móvil llamada Xvideos App disponible para los sistemas Android, pero debido  a las políticas de Google Play no se encuentra disponible en la tienda, y para descargas se necesita de fuentes de terceros. La app no está disponible para IOS ya que Apple no acepta aplicaciones para adultos.[cita requerida]

## Censura
India
En 2015, el gobierno de la India colocó a Xvideos.com en una lista de 857 sitios web pornográficos, que también incluía sitios web no pornográficos como CollegeHumor. En 2018, los principales proveedores de servicios de Internet bloquearon el acceso al sitio web como también a otros dominios pornográficos.
Malasia
En 2015, el gobierno de Malasia bloqueó a XVideos por violar la Ley de Comunicaciones y Multimedia de 1998, que prohíbe la distribución digital de contenido obsceno.
Filipinas
El 14 de enero de 2017, el presidente Rodrigo Duterte bloqueó XVideos como parte de la Ley de la República 9775 o la Ley de pornografía contra los niños.
Francia
El 20 de enero de 2022, Francia anunció que prohibirá todos los sitios web pornográficos a menos que se aseguren de que sus usuarios sean mayores de 18 años.
Colombia
En 2010 algunos proveedores como Telefónica bloquearon el acceso al sitio web, al entrar a la página aparecía un aviso que decía que la página estaba restringida  con el fin de proteger a los menores de edad, basados en la Ley 679 de 2001, incluso el sitio web FilesTubes también fue bloqueado, eso generó inconformidad con los usuarios, sin embargo otros operadores como Claro nunca lo hicieron. Posteriormente la censura fue eliminada de Xvideos como de otros sitios web. El retiro se llevó a cabo debido a que la ley bloquea las páginas con pronografía infantil o promueven el turismo sexual infantil, pero aquellas que muestran contenido erótico están bajo la responsabilidad de cada usuario que adquiere el servicio.
Venezuela
El 14 de junio de 2018, la empresa de servicios de internet y telecomunicaciones CANTV bloqueó el acceso al sitio web sin dar ninguna declaración al respecto, hasta el 2023 que de nuevo permite el acceso.